# Olmos de Cerrato
Olmos de Cerrato es una granja del municipio español de Tabanera de Cerrato, provincia de Palencia (comunidad autónoma de Castilla y León).

## Historia
La granja de Olmos de Cerrato está citada en 1170 como "Olmos qui est circa Tauanera".

### sigloXIX
Así se describe a Olmos de Cerrato en la página 257 del tomo XII del Diccionario geográfico-estadístico-histórico de España y sus posesiones de Ultramar, obra impulsada por Pascual Madoz a mediados del siglo XIX:

OLMOS DE CERRATO

Granja con alcalde pedáneo dependiente del ayuntamiento de Tabanera en la provincia de Palencia (6 leguas), partido judicial de Baltanás (2 1/2), audiencia territorial y capitanía general de Valladolid (10), diócesis de Burgos (9).
Situada a 1/4 de legua de Tavanera en una pequeña elevación, y en el centro de una veguita formada por 2 colinas, cuyas cúspides se hallan pobladas de mata baja de roble y enebro.
Consta de 5 casas de pobre construcción; una iglesia parroquial con la advocación de Santa Isabel, que carece de cura, y cuyo nombramiento pertenece al marqués de la Roca, señor de la granja.
Confina con los términos de Tavanera, Peral y Cobos.
Su terreno, que disfruta de monte y llano, es medianamente productivo; se labran 150 obradas de tierra, de las que la mayor parte son de segunda y tercera calidad; gran porción de estas son bañadas por un arroyo, que rodeando de E a O deja la población a su derecha; para el forrajeo de las labores tiene 2 hermosos prados en el centro de la vega.
Producciones: trigo, cebada, centeno y algunas legumbres; se cría ganado lanar y caza de liebres, perdices y conejos.
Población: 5 vecinos, 26 almas.

Contribución: (V. su ayuntamiento).